# Liste des albums musicaux numéro un au Billboard 200 en 1969
Cette page liste les albums musicaux ayant eu le plus de succès au cours de l'année 1969 aux États-Unis d'après le magazine Billboard.

## Historique
| Date         | Artiste(s)                                     | Titre                         | Référence |
| ------------ | ---------------------------------------------- | ----------------------------- | --------- |
| 4 janvier    | The Beatles                                    | The Beatles (The White Album) |           |
| 11 janvier   | The Beatles                                    | The Beatles (The White Album) |           |
| 18 janvier   | The Beatles                                    | The Beatles (The White Album) |           |
| 25 janvier   | The Beatles                                    | The Beatles (The White Album) |           |
| 1er février  | The Beatles                                    | The Beatles (The White Album) |           |
| 8 février    | Diana Ross and the Supremes et The Temptations | TCB                           |           |
| 15 février   | The Beatles                                    | The Beatles (The White Album) |           |
| 22 février   | The Beatles                                    | The Beatles (The White Album) |           |
| 1er mars     | The Beatles                                    | The Beatles (The White Album) |           |
| 8 mars       | Glen Campbell                                  | Wichita Lineman               |           |
| 15 mars      | Glen Campbell                                  | Wichita Lineman               |           |
| 22 mars      | Glen Campbell                                  | Wichita Lineman               |           |
| 29 mars      | Blood, Sweat and Tears                         | Blood, Sweat and Tears        |           |
| 5 avril      | Glen Campbell                                  | Wichita Lineman               |           |
| 12 avril     | Blood, Sweat and Tears                         | Blood, Sweat and Tears        |           |
| 19 avril     | Blood, Sweat and Tears                         | Blood, Sweat and Tears        |           |
| 26 avril     | Casting original                               | Hair                          |           |
| 3 mai        | Casting original                               | Hair                          |           |
| 10 mai       | Casting original                               | Hair                          |           |
| 17 mai       | Casting original                               | Hair                          |           |
| 24 mai       | Casting original                               | Hair                          |           |
| 31 mai       | Casting original                               | Hair                          |           |
| 7 juin       | Casting original                               | Hair                          |           |
| 14 juin      | Casting original                               | Hair                          |           |
| 21 juin      | Casting original                               | Hair                          |           |
| 28 juin      | Casting original                               | Hair                          |           |
| 5 juillet    | Casting original                               | Hair                          |           |
| 12 juillet   | Casting original                               | Hair                          |           |
| 19 juillet   | Casting original                               | Hair                          |           |
| 26 juillet   | Blood, Sweat and Tears                         | Blood, Sweat and Tears        |           |
| 2 août       | Blood, Sweat and Tears                         | Blood, Sweat and Tears        |           |
| 9 août       | Blood, Sweat and Tears                         | Blood, Sweat and Tears        |           |
| 16 août      | Blood, Sweat and Tears                         | Blood, Sweat and Tears        |           |
| 23 août      | Johnny Cash                                    | At San Quentin                |           |
| 30 août      | Johnny Cash                                    | At San Quentin                |           |
| 6 septembre  | Johnny Cash                                    | At San Quentin                |           |
| 13 septembre | Johnny Cash                                    | At San Quentin                |           |
| 20 septembre | Blind Faith                                    | Blind Faith                   |           |
| 27 septembre | Blind Faith                                    | Blind Faith                   |           |
| 4 octobre    | Creedence Clearwater Revival                   | Green River                   |           |
| 11 octobre   | Creedence Clearwater Revival                   | Green River                   |           |
| 18 octobre   | Creedence Clearwater Revival                   | Green River                   |           |
| 25 octobre   | Creedence Clearwater Revival                   | Green River                   |           |
| 1er novembre | The Beatles                                    | Abbey Road                    |           |
| 8 novembre   | The Beatles                                    | Abbey Road                    |           |
| 15 novembre  | The Beatles                                    | Abbey Road                    |           |
| 22 novembre  | The Beatles                                    | Abbey Road                    |           |
| 29 novembre  | The Beatles                                    | Abbey Road                    |           |
| 6 décembre   | The Beatles                                    | Abbey Road                    |           |
| 13 décembre  | The Beatles                                    | Abbey Road                    |           |
| 20 décembre  | The Beatles                                    | Abbey Road                    |           |
| 27 décembre  | Led Zeppelin                                   | Led Zeppelin II               |           |